# Амонатов, Фаррух Хукуматович
Фарру́х Хукума́тович Амонатов (род. 13 апреля 1978, Душанбе) — таджикистанский шахматист, гроссмейстер (2002), старший тренер ФИДЕ, комментатор. Официальный тренер юношеской сборной России.

## Биография
В 6 лет начал заниматься шахматами, первый и единственный тренер — Вячеслав Ким. В 1995 году окончил среднюю школу № 20 Душанбе, в 2000 году — МТУСИ в Москве.
Чемпион Азии среди юниоров (1992), Чемпион Москвы (2004 — в личном зачёте, 2003 — среди клубов в составе команды ОАО «Вертикаль»—МТУСИ).
В 2005 году выиграл Moscow Open. Участник Кубка мира 2005, во 2-м раунде проиграл Магнусу Карлсену. В 2006 году стал победителем Владимир Опен. В 2007 году занял 10 место в Суперфинале чемпионата России и стал победителем мемориала Циолковского.
В составе команды «Томск-400» в 2009 году стал победителем командного чемпионата России. Участник Кубка мира 2009, во 2-м раунде проиграл будущему победителю Борису Гельфанду.
Чемпион Таджикистана (2006). В составе национальной сборной 12 раз участвовал на олимпиадах (1996—2018), 11 из которых сыграл на 1-й доске.
В 2012 году выиграл мемориал Георгия Агзамова. В 2016 году победил во второй раз.
В 2015 году стал серебряным призёром чемпионата России по рапиду, также разделил 1-3 места на чемпионате Азии. Одержал победу в Кубке Евразии по блицу.
Входит в тренерский штаб сборной России, консультирует сборную Индии.